# Rezolucja Rady Bezpieczeństwa ONZ nr 402
Rezolucja Rady Bezpieczeństwa ONZ nr 402 została przyjęta 22 grudnia 1976 r.
Po wysłuchaniu przez Radę ministra spraw zagranicznych Lesotho, Rada wyraziła zaniepokojenie decyzją rządu Afryki Południowej o zamknięciu granicy z Lesotho w celu wywarcia presji na ten kraj by uznał „niepodległość” bantustanu Transkei. Przywołując poprzednie uchwały, Rada pochwaliła Lesotho za nieuznanie Transkei i oświadczyła, że zorganizuje międzynarodową pomoc gospodarczą dla Lesotho by zredukować gospodarcze szkody wywołane działaniami RPA.
W dalszej części rezolucji zwrócono się do Sekretarza Generalnego o monitorowanie sytuacji w regionie, a następnie o składanie sprawozdań Radzie Bezpieczeństwa.
Nie podano żadnych szczegółów głosowania poza tym, że zostało ono „przyjęte w drodze konsensusu”.